# One Wild Night Live 1985–2001
One Wild Night Live 1985–2001 je první koncertní album americké rockové kapely Bon Jovi. Úspěch alba Crush i následného turné přiměla kapelu prodloužit turné. Zároveň vidali novou desku složenou z živých skladeb z let 1985–2001, která vyšla dne května roku 2001.

## Setlist
1. "It's My Life" – Toronto 27.11.2000
2. "Livin' On A Prayer" – Zurich 30.8.2000
3. "You Give Love A Bad Name" – Zurich 30.8.2000
4. "Keep The Faith" – New York City 20.9.2000
5. "Someday I'll Be Saturday Night" – Melbourne 10.11.1995
6. "Rockin' In The Free World" – Johannesburg 30.11.1995
7. "Something To Believe In" – Jokohama 19.5.1996
8. "Wanted Dead Or Alive" – 2.singl New York City 20.9.2000
9. "Runaway" – Tokio 28.4.1985
10. "In And Out Of Love" – Tokio 28.4.1985
11. "I Don't Like Mondays" – Londýn 25.6.1995
12. "Just Older" – Toronto 27.11.2000
13. "Something For The Pain" – Melboune 10.11.1995
14. "Bad Medicine" – Zurich 30.8.2000
15. "One Wild Night (2001)" – 1.singl

- Píseň One Wild Night je studiová nahrávka, přestože v bookletu alba je napsáno, že je živě.

## Sestava
- Jon Bon Jovi – zpěv, kytara, perkuse
- Richie Sambora – kytary, doprovodné vokály
- Tico Torres – bicí, perkuse
- David Bryan – klávesy, doprovodné vokály
- Hugh McDonald – basová kytara, doprovodné vokály
- Alec John Such – basová kytara, doprovodné vokály (skladby 9, 10)
- Bob Geldof – zpěv, kytara (skladba 11)